# BACフィルムズ
BACフィルムズ（ビーエーシーフィルムズ、BAC Films）は、フランスの映画製作・配給会社。

## 歴史
2013年10月にこの会社は買収され、デイヴィッド・グルムバッハが理事長となった。
BACフィルムズは420以上の映画を配給しており、その内の8作品はカンヌ国際映画祭のパルム・ドールを受賞している。

## タイトル
- マイ・ビューティフル・ランドレット
- スール/その先は……愛
- 聖なる酔っぱらいの伝説
- バンカー・パレス・ホテル
- ワイルド・アット・ハート
- ルルの時代
- インドシナ
- 愛の風景
- クライング・ゲーム
- スターリングラード
- レ・ミゼラブル
- フェイク
- ブラッド&ワイン
- 悪魔のくちづけ
- ジャイアント・ピーチ
- カーマ・スートラ/愛の教科書
- ロスト・サン
- 戦場のピアニスト
- 座頭市
- 太陽の王子 ホルスの大冒険
- 天気の子[2]